# Euseius
Euseius är ett släkte av spindeldjur. Euseius ingår i familjen Phytoseiidae.

## Dottertaxa tillEuseius, i alfabetisk ordning[1]
- Euseius aferulus
- Euseius affinis
- Euseius africanus
- Euseius ahaioensis
- Euseius aizawai
- Euseius alangii
- Euseius alatus
- Euseius albizziae
- Euseius aleyrodis
- Euseius alstoniae
- Euseius alterno
- Euseius amabilis
- Euseius amissibilis
- Euseius andrei
- Euseius apsheronica
- Euseius australis
- Euseius badius
- Euseius baetae
- Euseius bambusae
- Euseius batus
- Euseius beninensis
- Euseius brazilli
- Euseius brevifistulae
- Euseius bwende
- Euseius caseariae
- Euseius castaneae
- Euseius ceylonicus
- Euseius chikmagalurensis
- Euseius chitradurgae
- Euseius circellatus
- Euseius citri
- Euseius citrifolius
- Euseius coccineae
- Euseius coccosocius
- Euseius concordis
- Euseius consors
- Euseius darghaiensis
- Euseius densus
- Euseius distinctus
- Euseius dossei
- Euseius dowdi
- Euseius eitanae
- Euseius elinae
- Euseius emanus
- Euseius emotus
- Euseius eremicus
- Euseius errabundus
- Euseius erugatus
- Euseius eucalypti
- Euseius facundus
- Euseius finlandicus
- Euseius fructicolus
- Euseius fustis
- Euseius ghilarovi
- Euseius guangxiensis
- Euseius haramotoi
- Euseius hibisci
- Euseius hima
- Euseius ho
- Euseius hutu
- Euseius inouei
- Euseius insanus
- Euseius kalimpongensis
- Euseius kenyae
- Euseius kirghisicus
- Euseius lasalasi
- Euseius latro
- Euseius lecodactylus
- Euseius liangi
- Euseius lokele
- Euseius longicervix
- Euseius longiverticalis
- Euseius lubricus
- Euseius lucidus
- Euseius macrospatulatus
- Euseius magucii
- Euseius mangiferae
- Euseius mba
- Euseius mediocris
- Euseius meghalayensis
- Euseius mesembrinus
- Euseius metwallyi
- Euseius minutisetus
- Euseius multimicropilis
- Euseius mundillovalis
- Euseius myrobalanus
- Euseius naindaimei
- Euseius natalensis
- Euseius neococciniae
- Euseius neodossei
- Euseius neofustis
- Euseius neolokele
- Euseius neomagucii
- Euseius neovictoriensis
- Euseius nertitus
- Euseius nicholsi
- Euseius nigeriaensis
- Euseius notatus
- Euseius noumeae
- Euseius nyalensis
- Euseius nyanzaensis
- Euseius obispensis
- Euseius obtectus
- Euseius odoratus
- Euseius okumae
- Euseius oligodous
- Euseius olivi
- Euseius orcula
- Euseius orientalis
- Euseius orygmus
- Euseius ovalis
- Euseius ovaloides
- Euseius pafuriensis
- Euseius parcidentatus
- Euseius passiflorus
- Euseius pauciventripilis
- Euseius planetarius
- Euseius plaudus
- Euseius plazo
- Euseius plebeius
- Euseius ploreraformis
- Euseius prasadi
- Euseius prolixus
- Euseius querci
- Euseius quetzali
- Euseius rawalakotensis
- Euseius relictus
- Euseius reticulatus
- Euseius rhododendronis
- Euseius rhusi
- Euseius ricinus
- Euseius rotundus
- Euseius rubicolus
- Euseius ruiliensis
- Euseius sacchari
- Euseius sakagamii
- Euseius scutalis
- Euseius semotus
- Euseius septicus
- Euseius sibelius
- Euseius similiovalis
- Euseius sojaensis
- Euseius spermahyphus
- Euseius stipulatus
- Euseius subplebeius
- Euseius takhti
- Euseius talinga
- Euseius tamuri
- Euseius terenos
- Euseius tikriti
- Euseius tiliacolus
- Euseius transvaalensis
- Euseius tularensis
- Euseius tutsi
- Euseius ucrainicus
- Euseius ugandensis
- Euseius unisetus
- Euseius urceus
- Euseius utilis
- Euseius vandenbergae
- Euseius victoriensis
- Euseius vignus
- Euseius vitrum
- Euseius vulgaris
- Euseius wyebo
- Euseius yousefi
- Euseius zairensis
- Euseius zambiaensis
- Euseius ziai